# Moldova 1
Moldova 1 je veřejnoprávní moldavský televizní kanál, který vlastní a provozuje veřejnoprávní televizní vysílatel TeleRadio Moldova. V současnosti je generální ředitelem Corneliu Durnescu.

## Historie
Kanál byl spuštěn 30. dubna 1958 v 19:00.

## Ředitelé
- Andrei Timuş (únor 1958 – duben 1961)[4]
- Mihail Onoicenco (červenec 1961 – březen 1966)[4]
- Ion Podoleanu (březen 1966 – březen 1968)[4]
- Valentin Şleagun (květen 1968 – září 1974)[4]
- Ion Busuioc (srpen 1975 – prosinec 1988)[4]
- Mihail Straşan (březen 1989 – leden 1990)[4]
- Constantin Pârţac (leden 1990 – duben 1994)[4]
- Dumitru Ţurcanu (duben 1994 – listopad 1997)[4]
- Iurie Tăbârţă (listopad 1997 – červenec 1999)[4]
- Arcadie Gherasim (červenec 1999 – červen 2000)[4]
- Anatol Barbei (červen 2000 – září 2001)[4]
- Iurie Tăbârţă (září 2001 – červen 2002)[4]
- Alexandru Grosu (červen 2002 – srpen 2003)[4]
- Sergiu Prodan (srpen 2003 – říjen 2003)[4]
- Victor Moraru (leden 2004 – duben 2004)[4]
- Victor Tăbârţă (duben 2004 – prosinec 2004)[4]
- Adela Răilean (prosinec 2004 – prosinec 2009)[4]
- Angela Sârbu (únor 2010 – únor 2012)[4]
- Mircea Surdu (prosinec 2012 – 2017)[4]
- Ecaterina Stratan (září 2017 – 2021)
- Corneliu Durnescu (prosinec 2021 – dosud)

## Loga

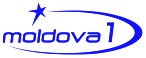
2005–2010
2010–2016
2016–2018
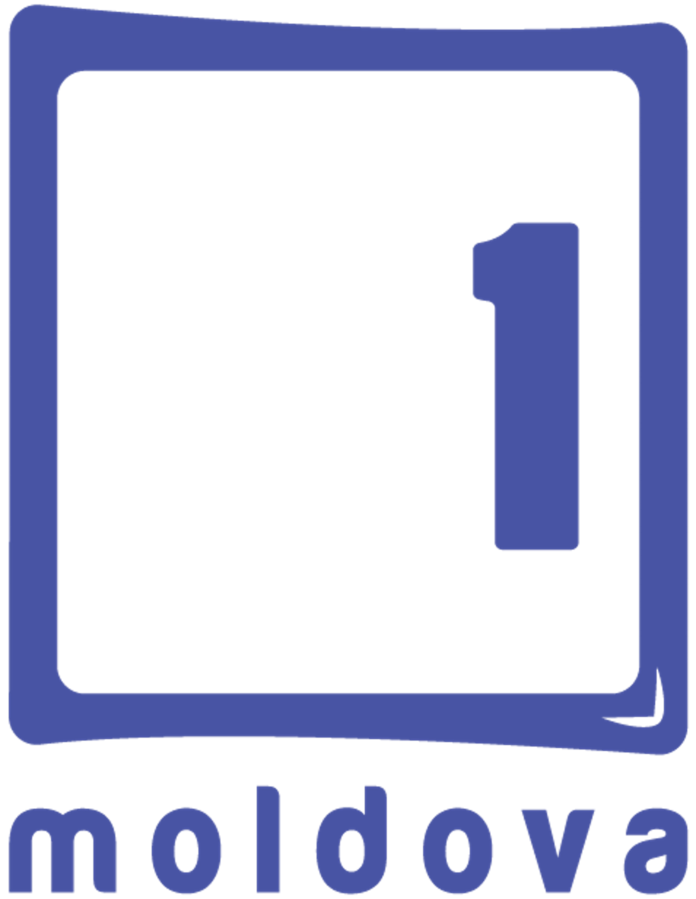
2018–2022
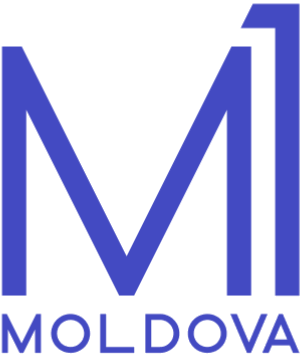
2022–2025